# Trégunc
Trégunc è un comune francese di 7 020 abitanti situato nel dipartimento del Finistère nella regione della Bretagna.

## Società

### Evoluzione demografica
Abitanti censiti

## Economia
Vi ha sede la Brasserie de Bretagne, il più importante birrificio bretone, che produce tra le altre la birra Ar-Men.

## Galleria d'immagini

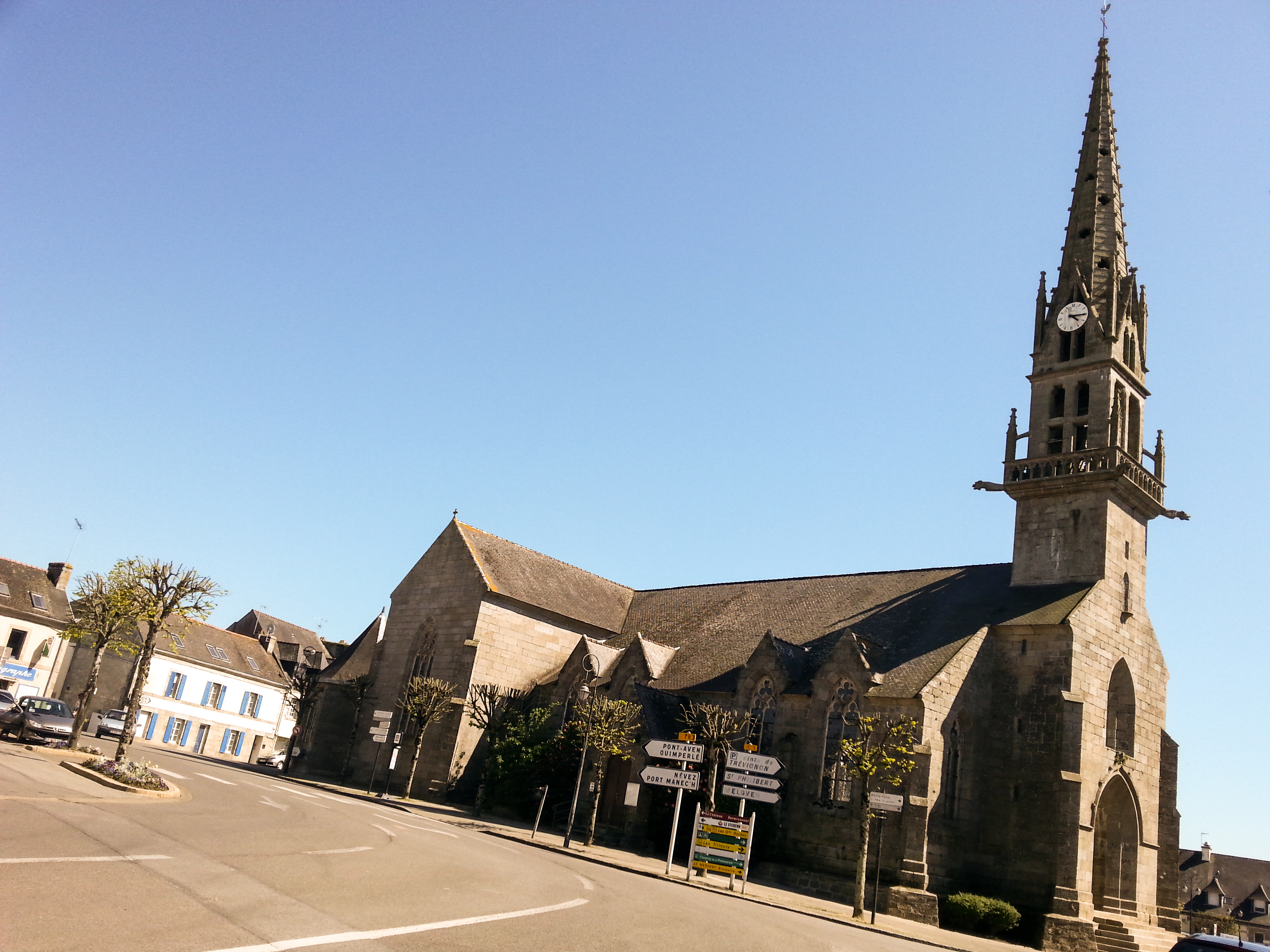
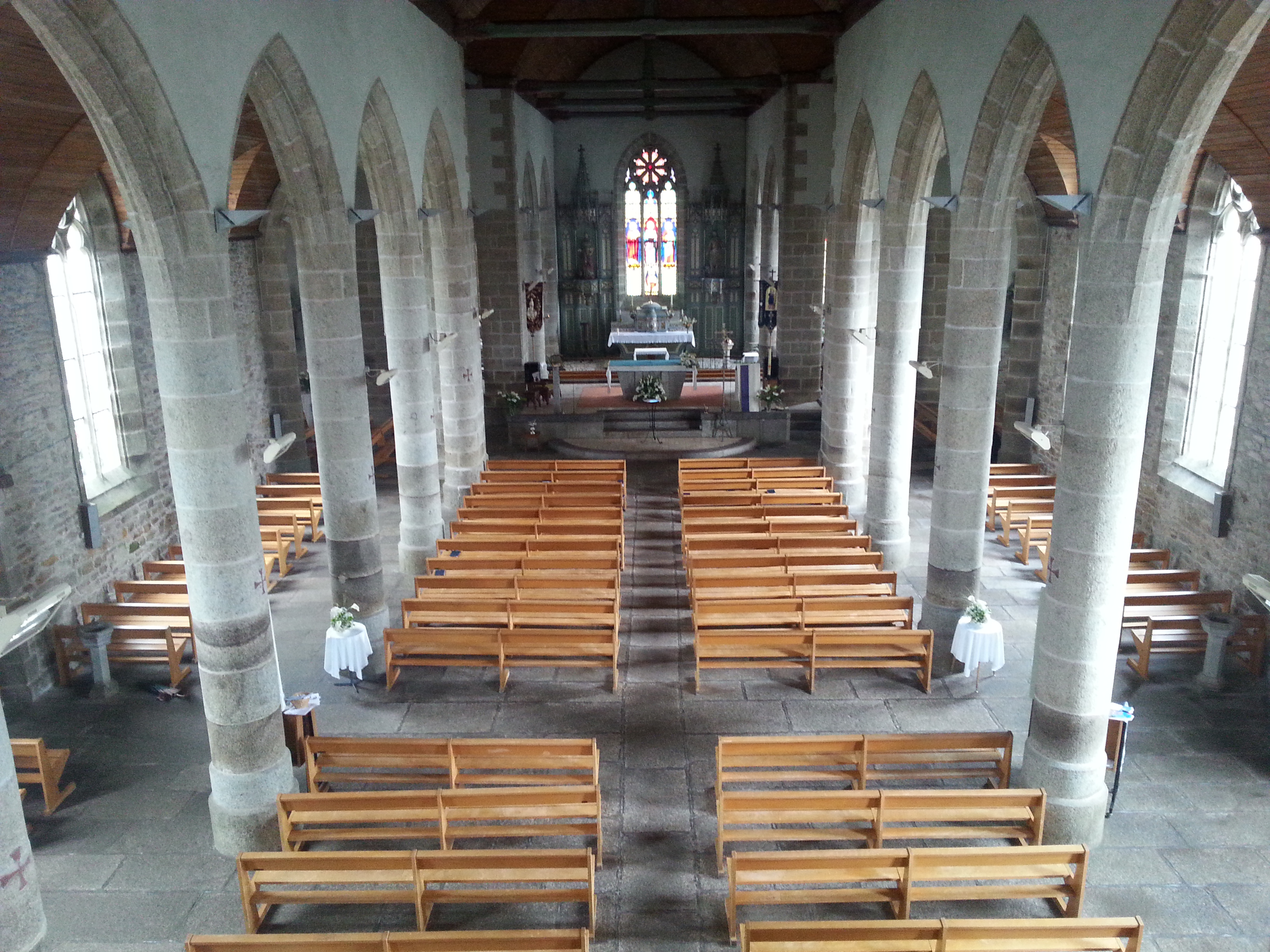
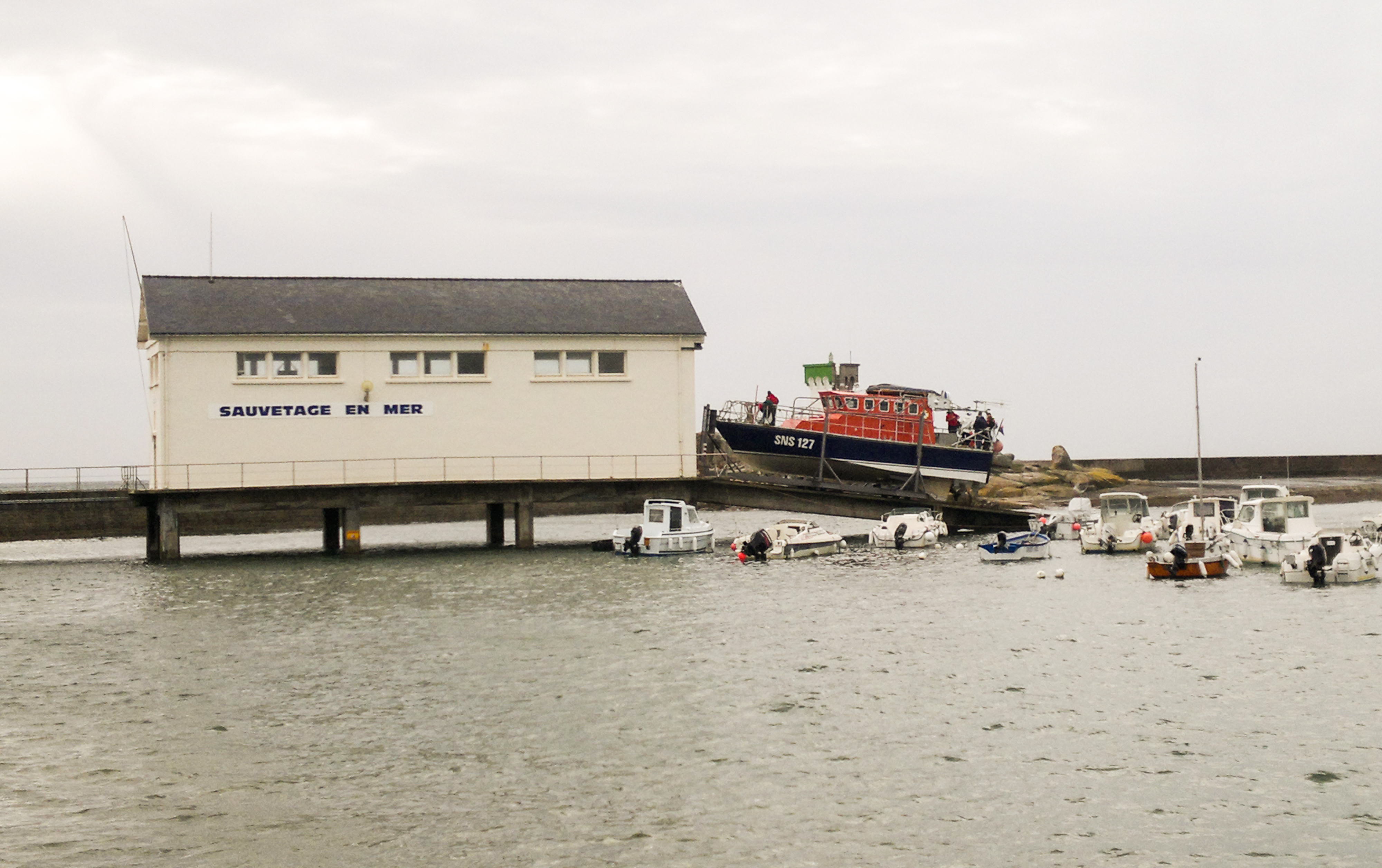
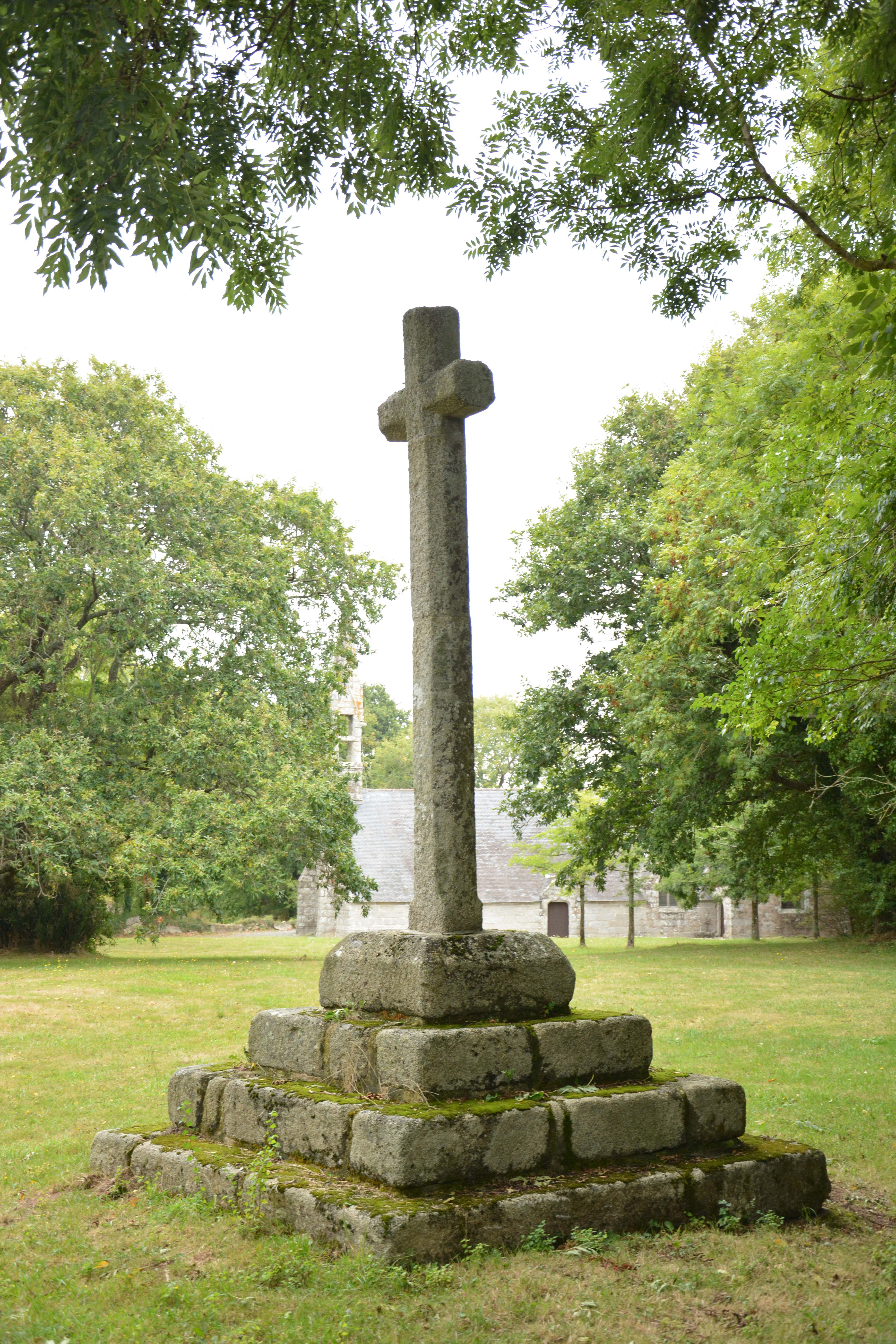
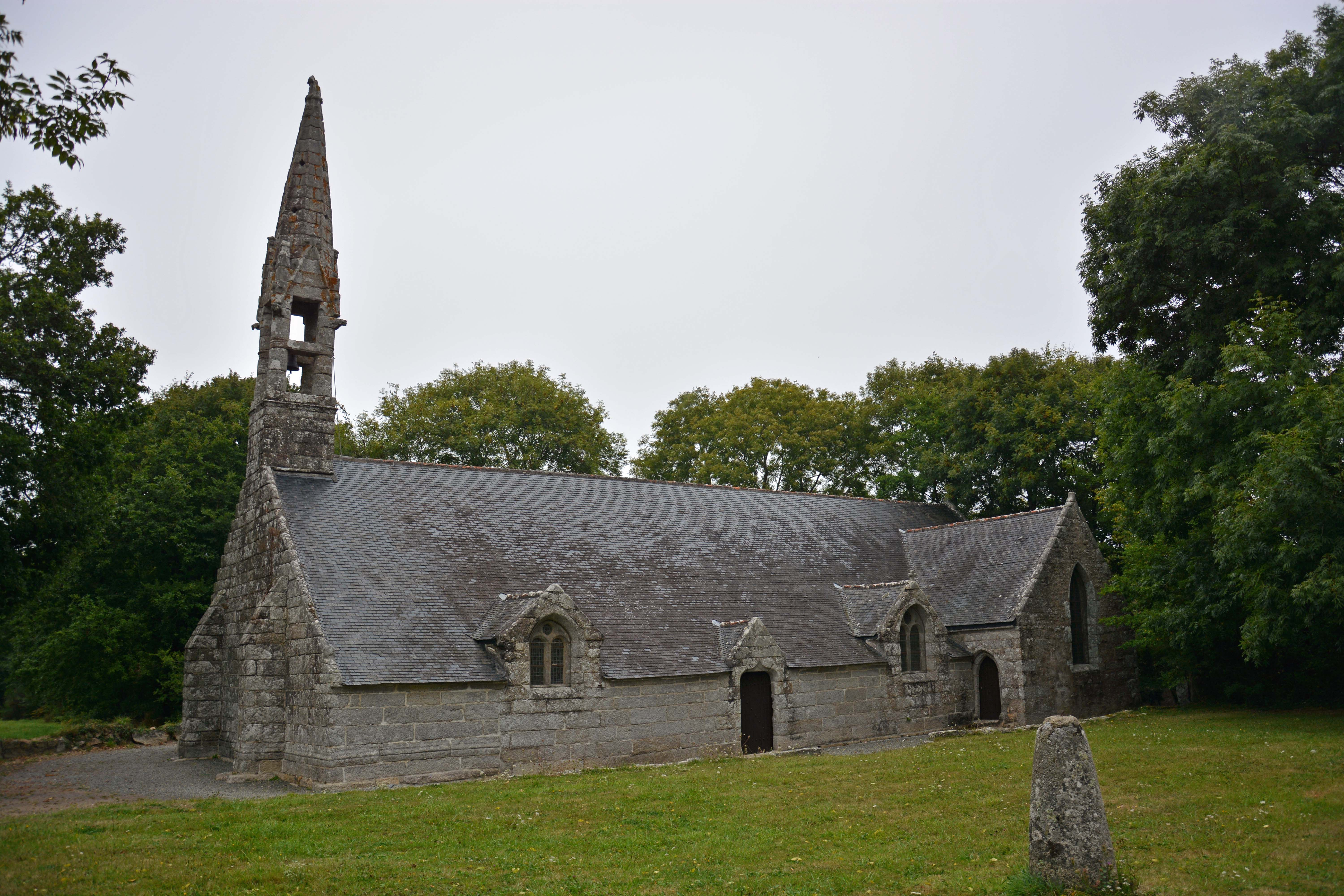